# Iso Siikajärvi (sjö i Södra Savolax)
Iso Siikajärvi är en sjö i Finland. Den ligger i kommunen Kangasniemi i landskapet Södra Savolax, i den södra delen av landet, 230 km norr om huvudstaden Helsingfors. Iso Siikajärvi ligger 131,5 meter över havet. Arean är 1,82 kvadratkilometer och strandlinjen är 14,09 kilometer lång. Sjön  ingår i Kymmene älvs huvudavrinningsområde.   I omgivningarna runt Iso Siikajärvi växer i huvudsak blandskog. Den sträcker sig 3,3 kilometer i nord-sydlig riktning, och 1,8 kilometer i öst-västlig riktning.